# Lokarri
Lokarri, voz del euskera que significa «lo que sirve para unir», fue un movimiento social de carácter pacifista.
Fue creado en el País Vasco y Navarra en 2006 a partir de la plataforma Elkarri, considerando que sus objetivos de promover el rechazo a la violencia e impulso de un proceso de paz estaban lo suficientemente difundidos y socializados y apostando por dar pasos más allá hacia el diálogo, el acuerdo y la reconciliación.
Sus objetivos eran la defensa y movilización en favor de un modelo de solución pacífica y dialogada al llamado conflicto vasco, en torno a la problemática nacionalista vasca en Euskal Herria y la violencia terrorista generada por la organización ETA al respecto; promoviendo un proceso de paz con una organización plural e independiente. Proponía como ejes para la conciliación el acuerdo plural y la consulta popular. Lokarri se mostró siempre favorable a una negociación política entre el Gobierno de España y ETA, y participó como facilitadora de acercamientos para la paz. También se mostró favorable al acercamiento de los presos de ETA al País Vasco, así como otros derechos penitenciarios.
Firme partidaria del final de la violencia de ETA y la legalización de Batasuna, en septiembre de 2011 Lokarri consideró «manifiestamente injusta» la sentencia que condenaba a Arnaldo Otegi y Rafael Díez Usabiaga por el «caso Bateragune».
Organización implicada en el proceso de paz en el País Vasco, Lokarri fue uno de los promotores de la Conferencia de Ayete presidida por Kofi Annan, a la que acudieron representantes de la mayor parte de los partidos políticos vascos y navarros ─a excepción de PP, UPN, PSN y UPyD, que declinaron la invitación─, sindicatos y otras personalidades como Jonathan Powell o Bertie Ahern, y que fue antesala del anuncio de cese definitivo de la violencia por parte de ETA el 20 de octubre de 2011.
El 7 de marzo de 2015, Lokarri dio por finalizada su labor al considerar que el proceso de paz era ya irreversible, con lo que su objetivo fundacional de contribuir al mismo resultaba innecesario tras el final de la violencia de ETA y la anulación, por parte del Tribunal Constitucional, de la sentencia de ilegalización de Sortu.